# Coma (óptica)

Coma en una lente.

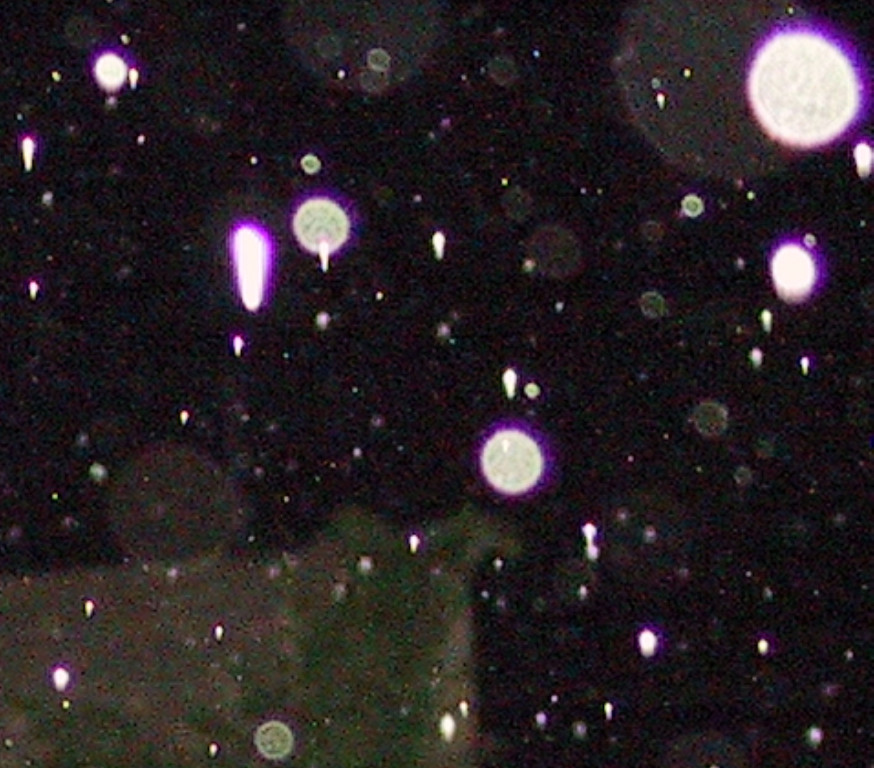
Ejemplo de coma y aberración cromática

En óptica (especialmente en telescopios), el coma (comatic aberration o aberración comática) en un sistema óptico se refiere a la aberración inherente a determinados sistemas ópticos, debida a algunos defectos de diseño o imperfecciones en las lentes u otros componentes, lo que resulta en fuentes puntuales fuera de eje, como por ejemplo estrellas, que pueden aparecer distorsionadas. Concretamente, el coma se define como una variación en el aumento sobre la pupila de entrada. En sistemas ópticos refractivos o difractivos, especialmente aquellos que abarcan un amplio intervalo espectral, el coma puede depender de la longitud de onda, en cuyo caso es una forma de aberración cromática.
El coma es una propiedad inherente de los telescopios que usan espejos parabólicos. La luz de una fuente puntual (como una estrella) en el centro del campo se enfoca perfectamente en el punto focal del espejo (no como en los espejos esféricos, donde la luz de las partes externas del espejo enfocan más cerca de él que las partes procedentes del centro, hecho conocido como aberración esférica). Sin embargo, cuando la fuente de luz no procede del centro del campo (fuera de eje), las diferentes partes del espejo no reflejan la luz hacia el mismo punto. Esto da como resultado un punto de luz que no está centrado, apareciendo en forma de cuña. A más desplazamiento del centro del eje, más notorio es este efecto. Este hecho provoca que algunas estrellas aparezcan como comas ortográficas, de ahí el nombre. 
Algunos diseños ópticos que intentan Medidas para reducir la aberración esférica sin introducir coma incluyen el Schmidt, Maksutov y los sistemas de óptica Ritchey-Chretien. Lentes de corrección para los reflectores Newtonianos han sido diseñados de tal forma que reducen la coma en telescopios por debajo de f/6. Estos funcionan por medio de un sistema de lente dual: una lente de plano-convexo y una lente de plano-cóncavo en un ocular adaptador instalado en una lente que superficialmente se parece a una lente de Barlow.
El coma de un único conjunto de lentes puede ser minimizado, e incluso eliminado, eligiendo la curvatura adecuada para el propósito del instrumento óptico. Las lentes en las que se ha minimizado tanto el coma como la aberración esférica (para una determinada longitud de onda) son llamadas lentes bestform o aplanáticas.